# David Cannadine

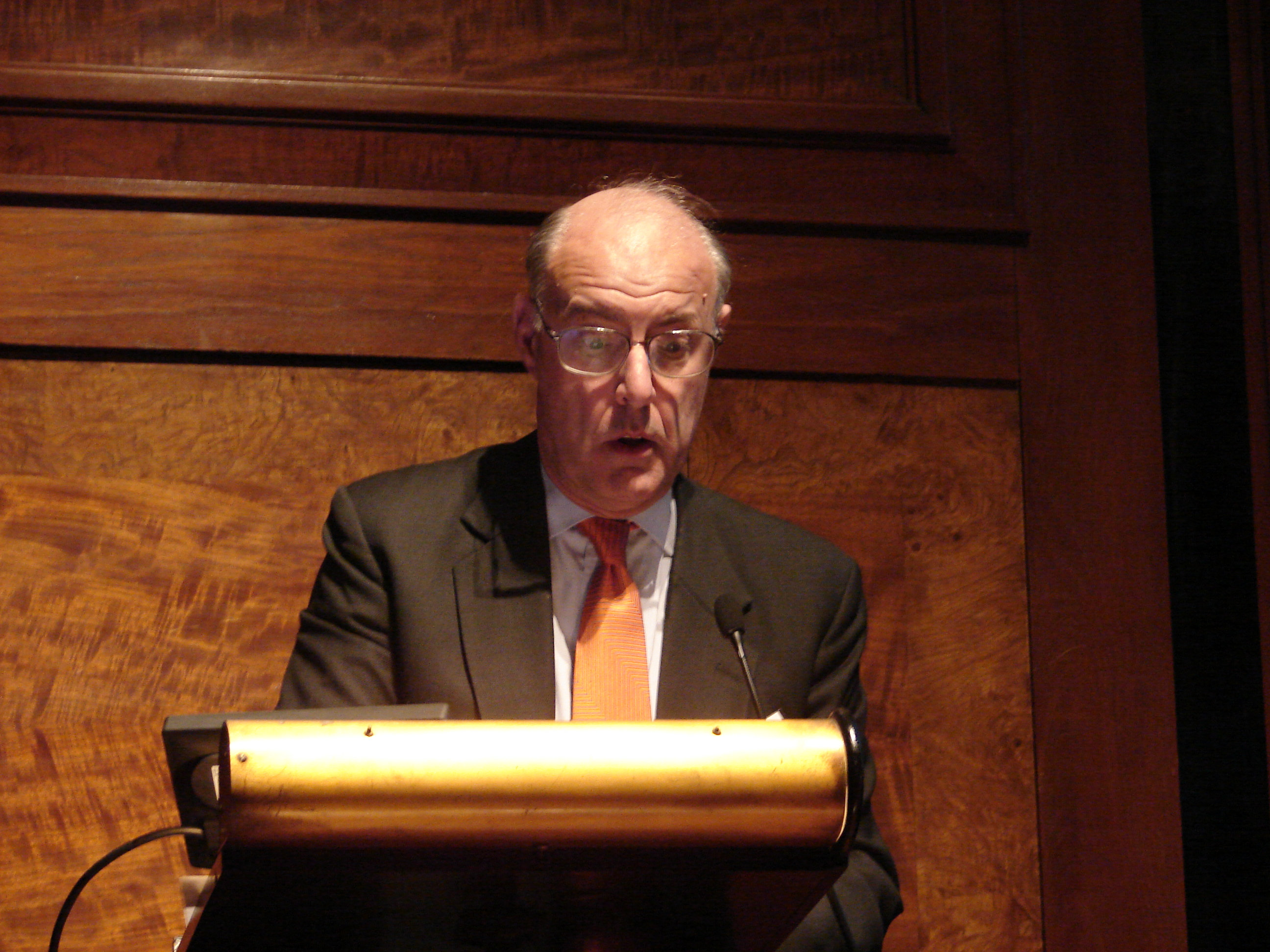
David Cannadine (2010)

David Nicholas Cannadine (* 7. September 1950 in Birmingham) ist ein britischer Historiker und Professor an der Princeton University.

## Leben und Wirken
Cannadine besuchte ab 1962 die King Edward's School in Birmingham und von 1969 bis 1972 das Clare College der Universität Cambridge. Danach war er zwischen 1972 und 1975 Senior Scholar am St John’s College der Universität Oxford. Dort promovierte (DPhil) er 1975; seine Dissertation schrieb er über The Aristocracy and the Towns in the Nineteenth Century: A Case-study of the Calthorpes and Birmingham, 1807–1910.
Von 1975 bis 1977 war er als Research Fellow am St John’s College tätig und war anschließend an der Universität Oxford beschäftigt. Zwischen 1977 und 1988 war er Fellow und Lecturer am Christ’s College in Cambridge. Von 1980 bis 1988 war er Lecturer im Bereich Geschichte und gehörte zwischen 1983 und 1985 auch dem Faculty Board für Geschichte an. Anschließend war er bis 1998 Professor an der Columbia-Universität. Ab 1998 war er Professor an der Universität London und Direktor des Institute of Historical Research. Diese Posten hatte er bis 2003 inne; bis 2008 war er « Queen Mother Professor of British History » (Londin). 2008 wurde er an die Princeton-Universität berufen und ist seit 2011 « Dodge Professor of History ».
Seit 1981 ist er Fellow der Royal Historical Society an und war zwischen 1998 und 2002 deren Vizepräsident. Seit dem 1. Oktober 2014 ist er Herausgeber des Oxford Dictionary of National Biography (ODNB). Im Juli 2017 übernahm er für vier Jahre den Vorsitz der British Academy, deren Mitglied er seit 1999 ist. Er ist auch Fellow der Royal Society of Arts (1998) und der Royal Society of Literature (1999) und seit 2010 ordentliches Mitglied der Academia Europaea, seit 2019 der American Philosophical Society.
Bisher veröffentlichte er zwölf Bücher und war an weiteren dreizehn beteiligt.

## Privates
Seit dem 10. Juli 1982 ist Sir David mit Linda Colley (aka Lady Cannadine) verheiratet.

## Auszeichnungen
2009 wurde Cannadine zum Knight Bachelor ernannt, 2018 in die American Academy of Arts and Sciences gewählt.

## Schriften (Auswahl)
- The Aristocracy and the Towns in the Nineteenth Century. A case-study of the Calthorpes and Birmingham, 1807–1910. 1975, OCLC 43176783, (Oxford University dissertation, 1975).
- Lords and landlords. The aristocracy and the towns 1774–1967. Leicester University Press, Leicester 1980, ISBN 0-7185-1152-2.
- The Decline and Fall of the British Aristocracy. Yale University Press, New Haven CT u. a. 1990, ISBN 0-300-04761-4.
- Aspects of Aristocracy. Grandeur and decline in modern Britain. Yale University Press, New Haven, Conn. 1994, ISBN 0-300-05981-7.
- Class in Britain. Yale University Press, New Haven, Conn. 1998, ISBN 0-300-07703-3.
- History in our time. Yale University Press, New Haven, Conn. 1998, ISBN 0-300-07702-5.
- Ornamentalism: how the British saw their Empire. Allen Lane, London u. a. 2001, ISBN 0-7139-9506-8.
- What is History now? (als Herausgeber) Palgrave Macmillan, Basingstoke u. a. 2002, ISBN 0-333-98646-6.
- Mellon: an American life. Allen Lane, London u. a. 2006, ISBN 0-7139-9508-4.
- Making history now and then. Discoveries, controversies and explorations. Palgrave Macmillan, Basingstoke 2008, ISBN 0-230-21889-X.
- Winston Churchill. Abenteurer, Monarchist, Staatsmann. Berenberg, Berlin 2009, ISBN 978-3-937834-05-4.
- George V – The unexpected King. London 2014, Penguin Random House UK, ISBN 978-0-14-197690-7.
- Margaret Thatcher: A Life and Legacy. Oxford University Press, Oxford 2017, ISBN 978-0-19-879500-1.
- Victorious century. The United Kingdom 1800-1906 (= The Penguin history of Britain, Bd. 8).  Penguin Books, London 2018, ISBN 978-0-14-101913-0.